# James Cycle Co
James Cycle Co Ltd., con sede en Greet (Birmingham, Inglaterra), fue uno de los muchos fabricantes de motocicletas y bicicletas británicos instalados en las Midlands, particularmente en Birmingham. La mayoría de sus motocicletas ligeras, a menudo con el característico acabado granate, usaban motores de dos tiempos primero Villiers y, más adelante AMC.
James fue un prolífico fabricante de bicicletas y motocicletas desde 1897 hasta 1966. La compañía fue adquirida por AMC en 1951 y se fusionó con Francis-Barnett en 1957. En 1966, se convirtió en uno de los muchos fabricantes de motocicletas británicos que quedaron fuera del mercado debido a la competencia japonesa.
 

## Historia

### Desde la fundación hasta la Primera Guerra Mundial

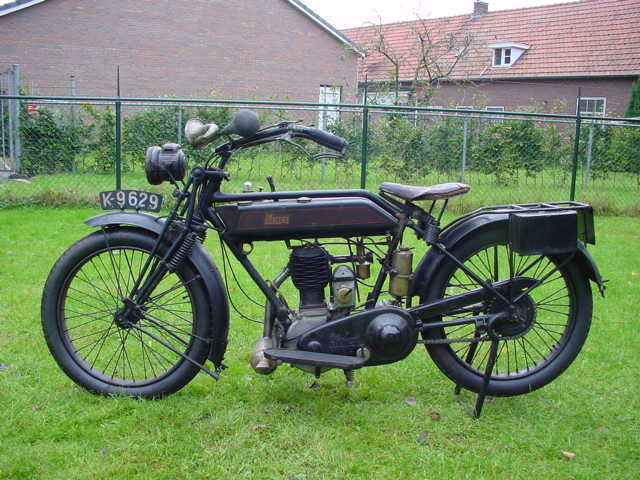
James (1915)

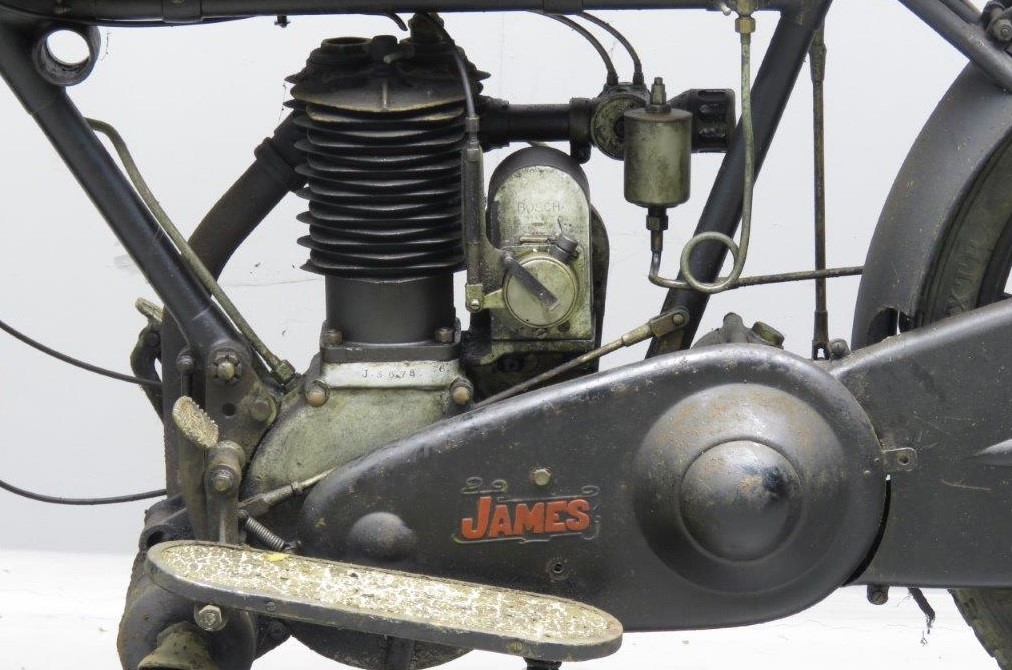
Motor monocilíndrico James de 598 cc, con las características aletas de formas desiguales propias de la marca

Harry James, gerente de una empresa de ingeniería de Birmingham, decidió en 1880 iniciar su propio negocio de fabricación de bicicletas. En el mismo año creó la James Cycle Company en Constitution Hill, cerca de Birmingham. En 1890, la compañía, cuyo negocio era rentable, se mudó a unas instalaciones más grandes en Sparkbrook. Al mismo tiempo, James contrató a Charles Hyde como director general, y en 1897 se retiró de la compañía.
En 1902, Hyde decidió introducir la compañía en el negocio de las motocicletas. Inicialmente, se fabricaron bicicletas equipadas con motores del fabricante belga Minerva. En 1904, los bastidores se adaptaron para alojar los motores suministrados por la empresa F.N., también belga. En 1908 James produjo su propio motor monocilíndrico de 500 cc con válvulas de admisión y escape concéntricas. La motocicleta tenía el depósito de gasolina y aceite encima de la rueda delantera y un sillín sobre ballestas. La rueda trasera era impulsada por una correa de cuero, que también servía de embrague. Este modelo se construyó hasta 1911.
A partir de 1911, James construyó más motocicletas convencionales con bastidores de paralelogramo simétrico, embrague de discos múltiples y caja de cambios de dos velocidades. En el mismo año, la compañía compró Osmonds Ltd con sede en Greet. Fred J. Osborn construyó una de las primeras motocicletas con motor de dos tiempos fabricadas en el Reino Unido, y James asumió el principio de diseño a partir de 1913 para los modelos de motocicletas más pequeñas, que se construyeron en paralelo a las grandes máquinas con motores de cuatro tiempos de uno y dos cilindros, con desplazamientos de hasta 600 cc. Durante la Primera Guerra Mundial, la compañía tuvo que interrumpir la construcción de las motocicletas de mayor cilindrada para producir municiones.

### Desde la Primera Guerra Mundial hasta 1951

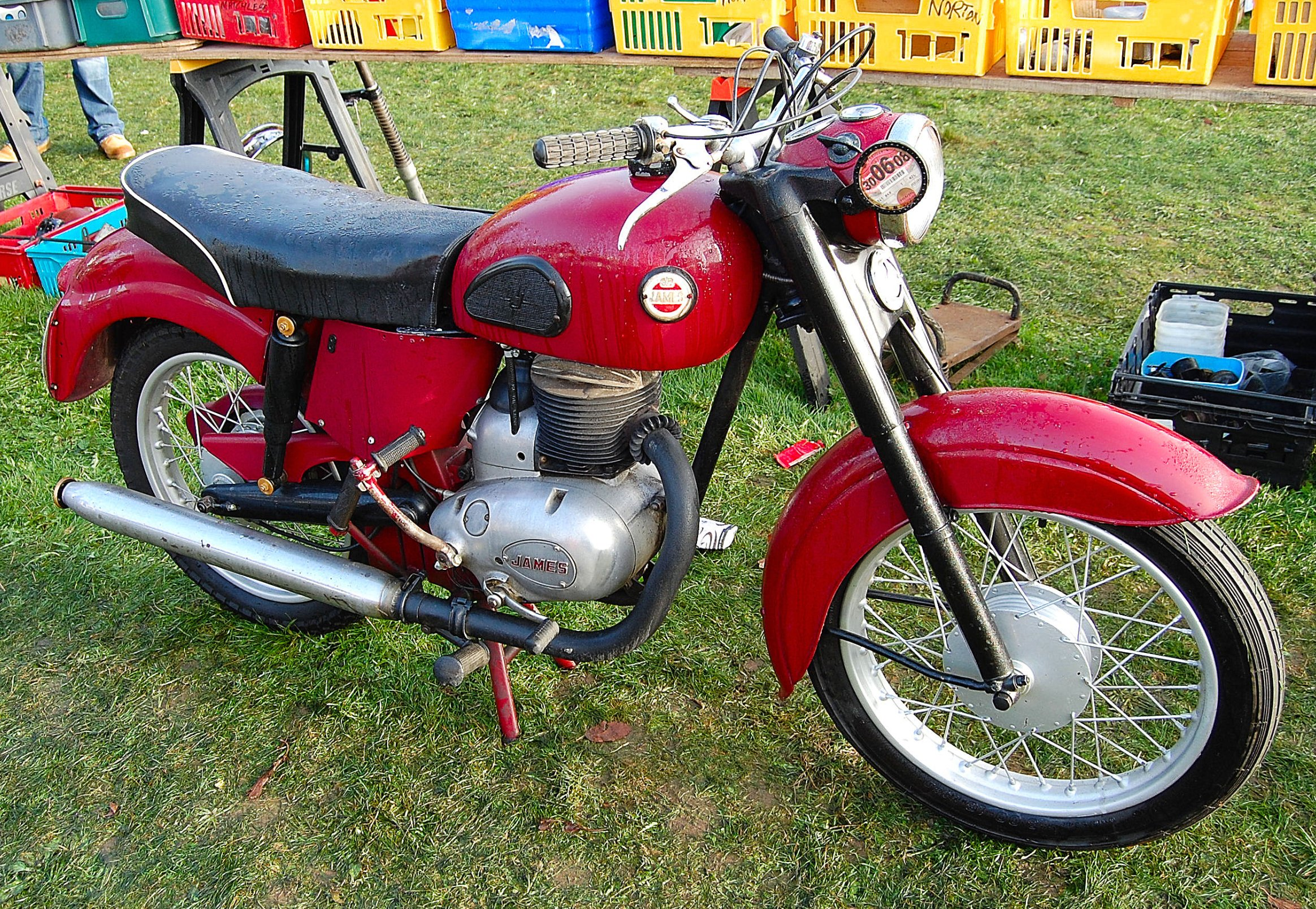
James Captain 197 cc (1947)

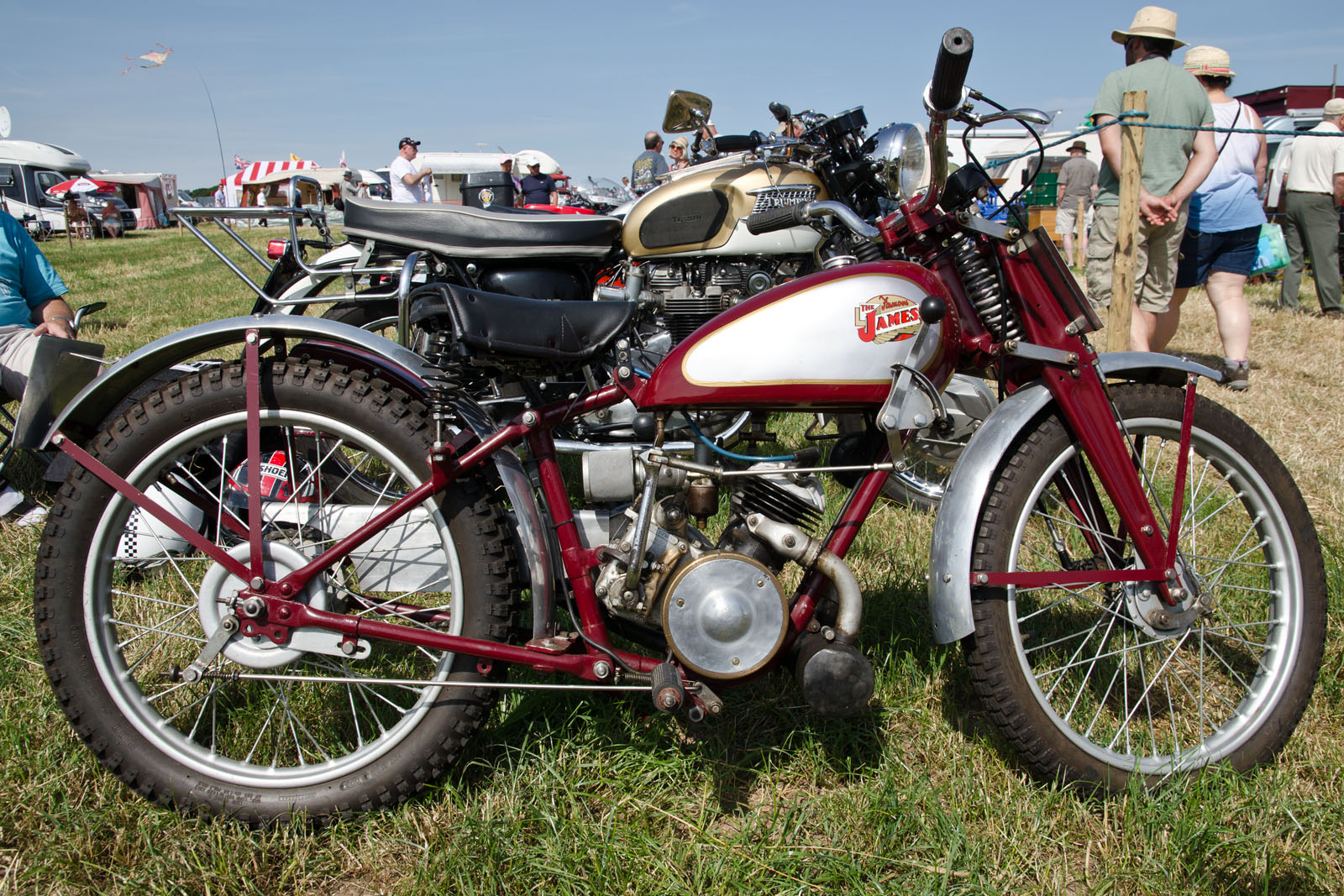
James ML, modelo de trial (1947)

Con el acuerdo de paz de 1918, James reanudó la fabricación de su gama completa, pero un incendio dañó la producción, por lo que hasta 1922 la empresa no pudo alcanzar su pleno rendimiento, fabricando desde entonces exclusivamente sus motocicletas en Greet. En la década de 1920, la compañía ofreció, bajo su propio nombre y en parte con el nombre Osmonds, todos los tamaños y tipos de motocicletas habituales, desde pequeños modelos de dos tiempos, hasta modelos de cuatro tiempos con válvulas laterales o con válvulas en cabeza. Entre ellos se encontraba, desde 1928, un modelo OHV de 500 cc V2, con el que la empresa participó en carreras de velocidad.
Desde finales de la década de 1920, James dejó de construir sus propios motores de dos tiempos y en su lugar incorporó los de Villiers. En 1932, sin embargo, utilizaron de nuevo su propio motor de dos tiempos de 150 cc. James compró Baker Motor Cycles que se especializó en bastidores atornillados (en lugar de soldados). En la década de 1930, la construcción de motores se suspendió gradualmente y la compañía se enfocó en motocicletas más pequeñas con desplazamientos de 98 a 250 cc. Unos años antes, a mediados de la década de 1930, se construyó un enorme motor V2-SV de 750 cc, que James instaló en una camioneta de reparto de tres ruedas llamada Samson Handyvan. Los motores para las motocicletas vinieron de nuevo exclusivamente de Villiers.
Durante la Segunda Guerra Mundial, James suministró al ejército británico la 125 ML (moto ligera militar) y la 98 Junior, motocicletas pequeñas y ligeras que también se utilizaron en el desembarco de Normandía. Con estos dos modelos, James comenzó nuevamente en 1946 la producción de paz. En 1951 se pudo volver a ofrecer un modelo de 200 cc.

### Bajo la dirección de AMC

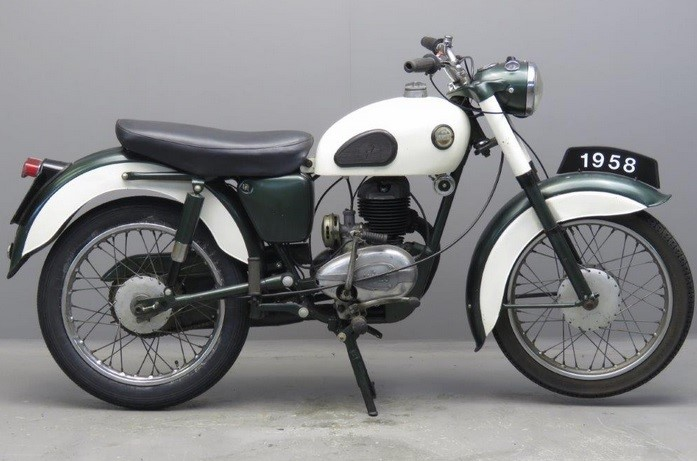
James Cadet L15 de 147 cc (1958)

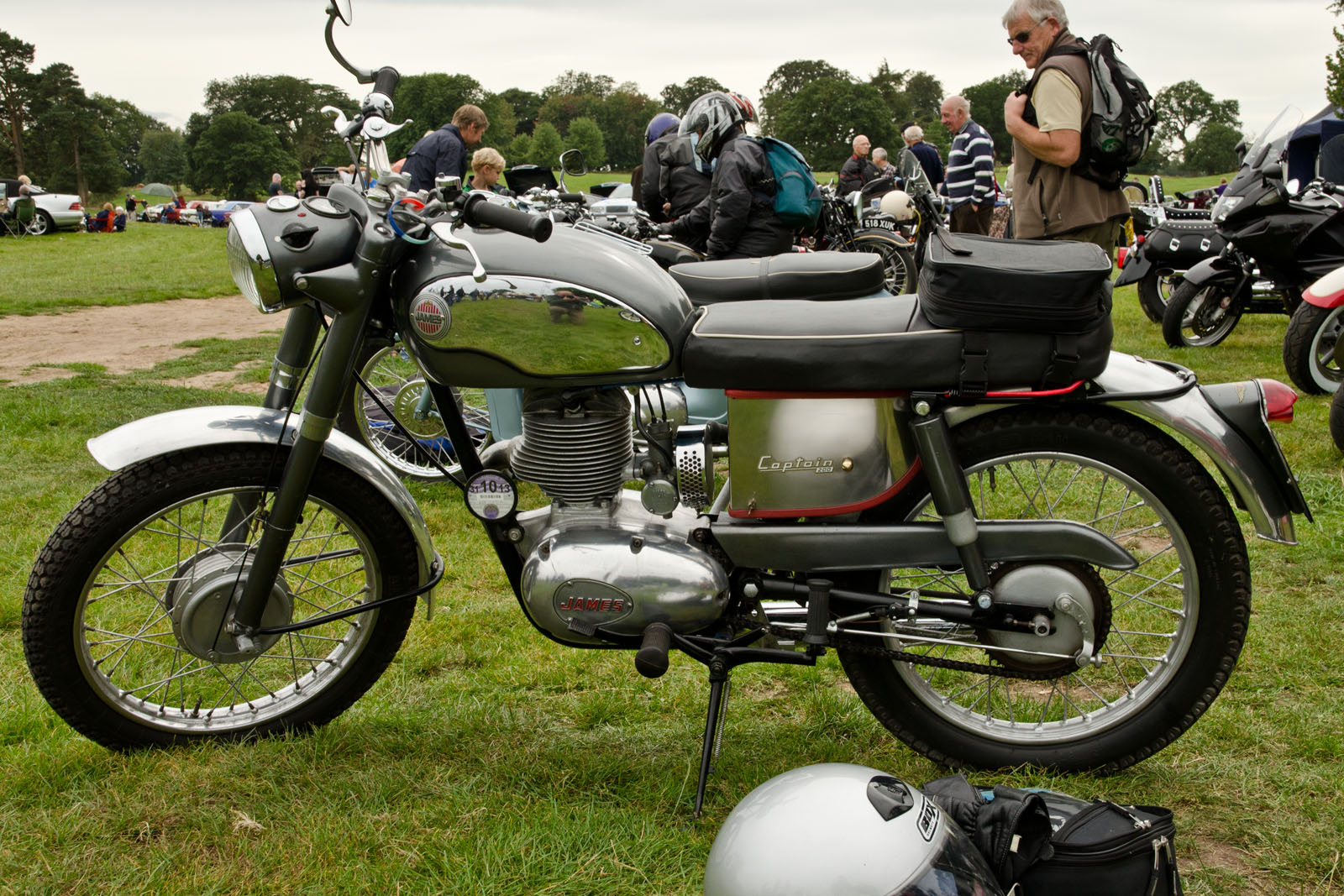
James Captain 200 (1962)

En 1951, James Cycle Company Ltd fue adquirida por AMC. Posteriormente, se lanzaron con la marca James los modelos Cadet, Cavalier y Commodore, con motores Villiers de dos tiempos de 150, 175, 200 y 250 cm³. También se comercializó un popular escúter de 150 cc, pero llegó demasiado tarde, cuando las Vespas y las Lambrettas ya copaban el mercado británico.
En 1957, James se fusionó con Francis-Barnett. Para contrarrestar la creciente competencia de las marcas japonesas, AMC incluso formó brevemente una empresa conjunta con Suzuki, la Suzuki (GB) Ltd, con sede en los edificios de la antigua James Cycle Company Ltd. A mediados de la década de 1960 apareció de nuevo un modelo de la Cadet con marco tubular abierto. Fue el último modelo denominado "James", porque en 1966 AMC tuvo que declararse en quiebra.

## Modelos de posguerra
La empresa produjo un autociclo, el James Autocycle con motor de 98 cc. Entre sus motocicletas, figuran la Comet de 125 cc, la Commodore, la Colonel con motor monocilíndrico Villiers de 225 cc en 1954-1955, distintas variantes de la Captain, así como también modelos de trial y de carreras. En 1956 produjeron la Captain 200 K7, la Cotswold 200 K7C y la Commando 200 K7T, todas ellas con motor de 197 cc.